# Black Rock (album)
Black Rock – ósmy album studyjny amerykańskiego gitarzysty bules-rockowego Joego Bonamassy. Wydawnictwo ukazało się 23 marca 2010 roku nakładem wytwórni muzycznej J&R Adventures. Płyta dotarła do 39. miejsca zestawienia Billboard 200 w Stanach Zjednoczonych.

## Lista utworów
Opracowano na podstawie materiału źródłowego.
| Nr  | Tytuł utworu                        | Autorzy                                    | Długość |
| --- | ----------------------------------- | ------------------------------------------ | ------- |
| 1.  | „Steal Your Heart Away”             | Bobby Parker                               | 3:48    |
| 2.  | „I Know a Place”                    | John Hiatt                                 | 4:19    |
| 3.  | „When the Fire Hits the Sea”        | Joe Bonamassa                              | 3:55    |
| 4.  | „Quarryman's Lament”                | Joe Bonamassa                              | 5:22    |
| 5.  | „Spanish Boots”                     | Jeff Beck, Rod Stewart, Ronnie Wood        | 4:38    |
| 6.  | „Bird on a Wire”                    | Leonard Cohen                              | 5:21    |
| 7.  | „Three Times a Fool”                | Otis Rush                                  | 2:02    |
| 8.  | „Night Life” (gościnnie: B.B. King) | Walt Breeland, Paul Buskirk, Willie Nelson | 3:26    |
| 9.  | „Wandering Earth”                   | Joe Bonamassa                              | 4:19    |
| 10. | „Look Over Yonder's Wall”           | James Clark                                | 3:27    |
| 11. | „Athens to Athens”                  | Joe Bonamassa                              | 2:26    |
| 12. | „Blue and Evil”                     | Joe Bonamassa                              | 5:44    |
| 13. | „Baby You Gotta Change Your Mind”   | Blind Boy Fuller                           | 4:25    |
|     |                                     |                                            | 53:12   |